# HBT (eksploziv)
HBT je bistetrazol. Eksploziv je približno snažan kao HMX ili CL-20, ali pri detonaciji oslobađa manje toksične produkte reakcije: amonijak i cijanovodonik. Kada se kombinuje sa ADN ili AN oksidantima, količina HCN proizvedenog deflagracijom može biti smanjena. Prema tome, njegovi zagovornici smatraju da je jedinjenje ekološki prihvatljiviji eksploziv od tradicionalnih eksploziva na bazi nitroamina.
HBT (eksploziv) je takođe organsko jedinjenje, koje sadrži 2 atoma ugljenika i ima molekulsku masu od 168,120 .

## Osobine
| Osobina                  | Vrednost |
| ------------------------ | -------- |
| Broj akceptora vodonika  | 8        |
| Broj donora vodonika     | 4        |
| Broj rotacionih veza     | 3        |
| Particioni koeficijent ( | 0,1      |
| Rastvorljivost (logS, log(mol/L))       | 1,0      |
| Polarna površina (PSA, Å2)  | 133,0    |

## Literatura
- Clayden, Jonathan; Greeves, Nick; Warren, Stuart; Wothers, Peter (2001). Organic Chemistry (I изд.). Oxford University Press. ISBN 978-0-19-850346-0.
- Smith, Michael B.; March, Jerry (2007). Advanced Organic Chemistry: Reactions, Mechanisms, and Structure (6th изд.). New York: Wiley-Interscience. ISBN 0-471-72091-7.
- Katritzky A.R.; Pozharskii A.F. (2000). Handbook of Heterocyclic Chemistry (Second изд.). Academic Press. ISBN 0080429882.